# Fratres
Fratres (Germans en llatí) és una obra del compositor estonià Arvo Pärt concebuda originalment per a tres veus i sense instruments específics. Es va estrenar el 28 d'octubre de 1977 al Club d’Estudiants de l’Institut Politècnic de Riga, Letònia, amb el grup Hortus Musicus dirigits per Andres Mustonen. Té una durada d'uns 11 minuts.
Aquesta primera versió ha generat fins ara 17 versions per a diferents formes instrumentals i que s'agrupen en dues famílies: 7 versions de la música original de tres veus i 10 versions amb variacions individuals. Fratres és una de les obres més conegudes i reproduïdes del compositor.
La primera d’aquestes adaptacions va ser composta per a violí i piano, per encàrrec del festival de Salzburg de l’any 1980, amb Gidon Kremer i Elena Kremer com a intèrprets. A la textura tripartida recurrent s’hi afegí una línia solista tècnicament exigent, que aporta una nova capa a l’obra i accentua encara més el contrast entre allò que canvia i allò que roman.
El 1977, Pärt va definir el seu estil distintiu mitjançant un procediment (tintinnabuli) que evocava la meditació de qui sent una campana. Aquesta tècnica consistia a combinar una línia melòdica amb una tríada, creant una continuïtat hipnòtica mitjançant el moviment progressiu de la línia melòdica per graus conjunts i l'encavalcament de la tríada. El desenvolupament d'aquests bucles senzills, que descendien lentament i de manera processional, es va convertir en la base de Fratres
Com a elements musicals distintius, Pärt va emprar la velocitat del violí solista per arpegiar les tríades, així com contrapunts solemnes que recorden l'organum de l'Ars antiqua. La simplicitat dels materials i el caràcter cerimonial destacaven amb algunes innovacions que Pärt introduïa per primera vegada en les seves obres tintinnabuli. Un exemple d’això és l'ús de la segona augmentada (si bemoll-do sostingut), característica de l'escala de re menor, que donava al ritual sonor una atmosfera orientalitzant. Fratres representa una trobada sorprenent entre una simplificació tècnica radical d'arrel minimalista i l'impacte d'un so gairebé despullat; una confluència que només podia sorgir d’una crisi sublimada en una espiritualitat intensa.

## Versions
Totes les versions existents fins ara estan compostes de la manera següent:
- Versions de la música original a tres veus

1. orquestra de cambra (1977)
2. quatre, vuit o dotze violoncels (1982)
3. quartet de cordes (1989)
4. octet de vents i percussió (1990)
5. orquestra de corda i percussió (1991)
6. banda d'instruments de metall (2004)
7. tres gravadores, percussions i violoncel o viola da gamba (2009)

- Versions de la música a tres veus amb variacions individuals

1. violí i piano (1980)
2. violoncel i piano (1989)
3. violí, orquestra de corda i percussió (1992)
4. trombó, orquestra de corda i percussió (1993)
5. violoncel, orquestra de corda i percussió (1995)
6. guitarra, orquestra de corda i percussió (2000)
7. viola i piano (2003)
8. quatre percussionistes (2006)
9. viola, orquestra de corda i percussió (2008)
10. quartet de saxòfon (2010)